# 人のくらしの百万年 マニ・マニ・マーチ
『人のくらしの百万年 マニ・マニ・マーチ』（ひとのくらしのひゃくまんねん マニ・マニ・マーチ）は、1967年に製作された短編アニメーション。カラー。18分。

## 概要
太古の昔、人間は必要な時だけ獲物を捕ってきた。だがやがて人々は、その獲物を蓄えた方が便利だと悟る。そして時代が進むにつれ、物々交換→通貨の誕生へと進化していった……。
百万年に渡る人類の歩みを辿りながら、貯蓄についてをアニメーションで綴るPR作品。企画は貯蓄増強中央委員会、そしてアニメ製作は東映動画が担当している。この二社は翌1968年に『おかしなおかしな星の国』という短編アニメを製作している。

## 解説
- 大沢嘉子

## スタッフ
- 製作：東映商事
- 企画：貯蓄増強中央委員会
- 脚本：村山節子
- 演出：藪下泰次
- 作画監督：高橋信也
- 美術：横井三郎
- 音楽：冨田勲

## 上映
- 劇場公開は1968年12月19日の『東映ちびっこまつり』内で公開された。同時上映は『ピノキオの宇宙大冒険』『ガンマー第3号 宇宙大作戦』『河童の三平 妖怪大作戦』の3本。